# Grímsnes- og Grafningshreppur
Grímsnes- og Grafningshreppur is een gemeente in het zuidwesten van IJsland in de regio Suðurland. De gemeente heeft 356 inwoners (in 2005) en een oppervlakte van 900 km². De gemeente ontstond op 1 juni 1998 door het samenvoegen van de gemeentes Grímsneshreppur en Grafningshreppur. De grootste plaats in de gemeente is Sólheimar met 69 inwoners (in 2005). Het plaasje Írafoss og Ljósafoss, dat in 1997 nog 15 inwoners telde, is nu zo goed als verlaten.
Vestmannaeyjabær · Árborg · Mýrdalshreppur · Skaftárhreppur · Ásahreppur · Rangárþing eystra · Rangárþing ytra · Hrunamannahreppur · Hveragerðisbær · Ölfus · Grímsnes- og Grafningshreppur · Skeiða- og Gnúpverjahreppur · Bláskógabyggð · Flóahreppur